# Marin Dan
Marin Dan (30 agosto 1948) è un ex pallamanista rumeno.

## Palmarès

### Olimpiadi
- 1 medaglia:
  - 1 bronzo (Monaco di Baviera 1972)

### Mondiali
- 1 medaglia:
  - 1 oro (Germania Est 1974)